# Неизвестный по имени фракийский правитель III века до н. э.
Неизвестный по имени фракийский правитель III века до н. э. — фракийский правитель, известный по событиям 211 (или по другим данным 212) года до н. э.
Ко II веку до н. э. Фракия, обладающая большими людскими ресурсами и издавно являющаяся объектом интересов соседней Македонии, стала привлекать внимание и Рима, желающего приобрести здесь влиятельных сторонников в борьбе с царём Филиппом V. Из сообщения Тита Ливия известно, что в 211 году до н. э. при оформлении отношений между Римом, представляемым Марком Валерием Левиным, и этолийцами, последним было указано, что они могут «на таких же условиях заключить дружественный союз с элейцами, лакедемонянами, с Атталом, Плевратом и Скердиледом (Аттал был царем в Азии, а те двое — во Фракии и Иллирии)». По мнению исследователей, в том числе Я. Ларсена, в тексте древнеримского историка была допущена ошибка, так как Плеврат, также как и Скердилед, был иллирийцем, а не фракийцем. Имя же, фракийского династа, с которым Рим заключил военное соглашение, по замечанию Н. Ф Мурыгиной, осталось неизвестным. Сам же союз, видимо, оказался недолгим, так как в ближайшие годы о нём источники не сообщают, а в 190 году до н. э., во время войны с сирийским царем Антиохом III Великим, римские войска при продвижении к Геллеспонту подверглись атаке фракийцев.